# マイクロサテライト
マイクロサテライト(microsatellite)は、細胞核やオルガネラのゲノム上に存在する反復配列で、とくに数塩基の単位配列の繰り返しからなるものである。縦列型反復配列（short tandem repeat; STR)あるいは単純反復配列(simple sequence repeat; SSR）とも呼ばれる。繰り返し回数が多くなると遺伝子もしくはその産物であるタンパク質が不安定になりやすく、疾患の原因となるものも存在する。ゲノム中に広く散在しており、普通は中立で共優性を示すことから、集団遺伝学やDNA鑑定のための遺伝マーカーとして利用されている。

## 性質
繰り返しの単位は通常2から4塩基程度の単純なものが多く、数回から多くて100回ほど繰り返す場合もある。よくある例としてはシトシン(C)とアデニン(A)が交互に繰り返すCAリピートがある。CAリピートはヒトなどのゲノム中には極めて頻繁に見られ、数千塩基あたり1つという高頻度に存在する。10回以上繰り返すようなマーカーは、種間や種内での多型として高頻度に存在している。
マイクロサテライトではゲノム中の他の中立的な領域と比べて変異速度が増大しており、これが多様性の源になっている。変異が速い理由は、DNA複製の際にDNA二本鎖上で複製のずれが起きるためだと説明されることが多い。細胞核においては複製ずれによる誤りは校正機構によって訂正されるが、しかしこれをすり抜けてしまう場合もある。反復単位の長さや揺らぎ、反復回数、また該当領域の転写頻度などが変異の速度に影響する。また減数分裂時の組換えに際して反復回数の変異が生じることもある。変異などによってマイクロサテライトが中断されると、多型は少なくなる。
繰り返し回数の多いものは突然変異を蓄積しやすく、そのような繰り返し回数の異常が疾患（脆弱X症候群、ハンチントン病など）の原因となるものも存在する。

## 応用
繰り返し回数はアリル（対立遺伝子・ここでは同座位で対立する遺伝マーカーのこと）間で変化しうるので、ひとつのマイクロサテライト座位には繰り返し回数の異なる多数のアリルが存在していることが多い。これはひとつの家系（血統）の中でも充分に多様なため、それぞれのアリルがどの祖先に由来するかを決定できる場合も多い。
マイクロサテライトはゲノム中のコード領域、非コード領域に広く散在していることから、SNPと同様に多型マーカーとして利用されることもある。マイクロサテライトは親子解析、集団遺伝学、連鎖地図の作製などに有用である。
マイクロサテライトを多型マーカーとして用いる場合は、単位配列の繰り返し回数が遺伝子型とみなされる。またゲノム中に普遍的に存在することから、染色体規模の重複や欠失を探す手段としても用いられている。
またこの類の遺伝マーカーの中では唯一、アリル同士の近縁性を評価することができる。

### PCRによる増幅
近傍に設計されたプライマーを使ったPCRで増幅することでマイクロサテライトを同定することができる。これにより、わずかなDNAからでも特定のマイクロサテライトを増幅し、電気泳動によって可視化することができる。マイクロサテライト座位はゲノム中に広く散在しており、また必要なのはPCRで増幅する部位だけなので、劣化しかけのDNAからでも増幅することができる。PCR技術は広く普及しており、マイクロサテライトを増幅するプライマーを使うのは簡単であるが、しかし正しく機能するプライマーを開発するのは退屈で費用を要する工程となる場合が多い。
ゲノム中の特定の領域（例えばある遺伝子の特定のエキソンなど）にあるマイクロサテライトを検出する場合には、プライマーを直接設計することができる。まずゲノムDNA配列から目やrepeat maskerのようなソフトウェアを使ってマイクロサテライトを探す。ランダムな挿入が入っているような不適切なものは除外し、マイクロサテライトの候補が決まれば、それを挟むようにしてPCR反応に用いるプライマーを設計することができる。
不特定のマイクロサテライトを利用しようとする場合には、対象生物のDNAからランダムな断片をクローニングしてプライマーを開発する。まずDNA断片をプラスミドやファージベクターに挿入して大腸菌に導入する。生じたコロニーを蛍光色素などで標識した繰り返し配列とハイブリダイズさせてスクリーニングする。陽性となったクローンからDNAを得てシークエンシングし、マイクロサテライト領域を挟むようなプライマーを設計する。この場合スクリーニングに用いる繰り返し配列を予測しなければいけないし、ランダムに得られたプライマーは有意義なほどの多型を示さないこともあるので、研究者による試行錯誤が必要となる。
PCR反応の初期に複製ずれが起きると、間違った長さのマイクロサテライトが増幅される場合がある。

### ISSR-PCR
ISSR(Inter-Simple Sequence Repeat)とは、ゲノム中でマイクロサテライトに挟まれた領域を示す語である。隣合う2つのマイクロサテライト配列をPCRのプライマーに使うことで、挟まれた領域を増幅することができる。
伸長反応の時間を制限して長すぎるDNAが増幅されないようにすることで、短いが様々な長さのDNAの混合物が増幅される。
こうして増幅されたDNA断片はDNAフィンガープリンティングに使うことができる。ISSR領域は保存的かもしれないしそうでないかもしれないため、この手法は個体の識別にはむいていない。むしろ系統地理学的解析や種の識別に向いている。多型性はマイクロサテライトそのものよりも小さいが、それでも個々の遺伝子配列よりは大きい。
ISSR領域にプライマーを設計しその間の配列を読むMIG-seqも存在する。

### 制約
マイクロサテライトは遺伝マーカーとして有用であるが、万能ではない。
マイクロサテライトがPCRで増幅されない、ヌルアリル（null allele; 無効対立遺伝子）が出現することがある。ヌルアリルの原因はいろいろ考えられる。マイクロサテライトの近傍領域に配列変異があり、これによってプライマー（特に3'端側）がうまくアニーリングせず増幅が起きなくなることがある。あるいは競合的PCRによって特定の繰り返し回数のアリルだけが偏って増幅され、これによってヘテロ接合の個体が見かけ上ホモ接合と判断される(partial null)ことがある。ヌルアリルはマイクロサテライトのアリル頻度の解釈を複雑にし、誤った結論に導く危険性がある。交配にともなう確率論的な選択によりアリル頻度は変わり得る（遺伝的浮動）が、それはヌルアリルによる効果と非常に良く似ている。どちらの場合もハーディー・ワインベルクの法則による推定よりもホモ接合体頻度が高くなる。ヌルアリルは技術的な問題にすぎないが、遺伝的浮動は現実の生物集団が示す現象（集団が小さい・任意交配していないなど）であるので、ホモ接合体頻度が推定より高い場合にはどちらが原因なのかを判別することが非常に重要になってくる。
特定の生物種に対して開発されたマイクロサテライトマーカーは近縁種に適用できることが多いが、実際にうまく増幅できる座位の割合は遺伝的距離が離れるにしたがって減少していく。そのためマイクロサテライトを種間比較に用いようとする場合、元々プライマーが開発された種から遠ざかるほど、ヌルアリルの影響を受けやすくなる。
マイクロサテライトにおける変異には偏りがある。繰り返し回数の多いアリルほど塩基数が多く、したがってDNA複製のときに変異が入りやすいのである。また繰り返し回数の少ないアリルは回数が増えやすく、多いアリルは減りやすい。繰り返し回数には限りがあるためである。この制約はすでに確かめられているが、取り得る値は決定できていない。もしアリル間で繰り返し回数に大きな差があると、減数分裂時の組替えに際して不安定になる。
腫瘍細胞ではDNA複製の制御が損なわれており、マイクロサテライトは有糸分裂のたびに非常に高い頻度で増えたり減ったりする。それゆえ、腫瘍細胞はもとの組織とは異なるフィンガープリントを示す可能性がある。

### 科学捜査
科学捜査の領域では通常STRと呼ばれ、個人のDNA型を決定するのに用いられる。STR解析は1990年代半ば以降普及してきた比較的新しい技術である。現在用いられているSTRは4または5塩基の繰り返しであり、理想的ではない状況で分解されかかった試料からでも充分に頑強でエラーのないデータを得ることができる。これより短いと詰まったり偏った増幅が起きて人為産物が生じやすい。ハンチントン病のように3塩基繰り返しに関連した遺伝病もある。より長い繰り返しだと自然分解の影響を受けやすく、短い配列と同じようにはPCRで増幅されないだろう。
問題となっている法医学試料の細胞から核DNAを抽出し、そこから特定の多型領域をPCRで増幅して行われる。増幅された配列はゲル電気泳動やキャピラリー電気泳動で分離され、これにより分析者は問題のSTR配列が何回繰り返しているかを判断する。ゲル電気泳動で分離した場合、DNAは銀染色（分離能は高くないが安価で安全）もしくは臭化エチジウム（安価で感度が良いがやや危険性がある）やその他の蛍光色素（高感度で安全だが高価）などで染色して可視化する。STR断片をキャピラリー電気泳動で分離する装置も蛍光色素を利用しており非常に効果が高い。